# Jirian Roodheuvel
Jirian Roodheuvel (Amsterdam, 26 juni 1988) is een Nederlandse basketballer die speelde voor diverse clubs in de regio Amsterdam en Almere in de Dutch Basketball League (DBL).

## Carrière
Na het basketbalavontuur bij de Amsterdamse Mosquito's kreeg Roodheuvel bij de Amsterdam Astronauts de kans om met de selectie mee te trainen en af en toe in te vallen, onder leiding van coach Joe Spinks. Roodheuvel bleek over aalvlugge dribbel bewegingen te beschikken die het Nederlandse jeugdteam goed van pas kwam, waarna hij het seizoen daarna naar Omniworld Almere vertrok. Echter, voor zolang dat duurde bij Omniworld, want de organisatie uit Almere moest eind 2007 een faillissement ondergaan waardoor basketbal in Almere op het hoogste niveau verdween. Hij keerde terug naar de jeugd van MyGuide Amsterdam, waarmee hij in 2010 kampioen werd in de Promotiedivisie. Een jaar later kreeg Roodheuvel de kans om zich op het hoogste niveau te bewijzen bij ABC Amsterdam onder coach Hakim Salem. Lang moest hij aan de kant zitten door blessures, maar liet zien over goede drives naar de basket te beschikken. Na het faillissement van ABC Amsterdam besloot Roodheuvel naar het Amsterdamse BC Apollo te gaan, een club bestaande uit een fusie tussen BV Lely en zijn voormalige club Mosquito's. In de Promotiedivisie werd hij in 2012 opnieuw kampioen, en promoveerde met Apollo naar het hoogste niveau. Hier kwam hij nog twee seizoenen uit voor de Amsterdamse club.